# Лаос на летних Олимпийских играх 1992
Лаос принимал участие в Летних Олимпийских играх 1992 года в Барселоне (Испания) в третий раз за свою историю, но не завоевал ни одной медали.